# Oplemenjivanje mineralnih sirovina
Oplemenjivanje (obogaćivanje, prerada) mineralnih sirovina je prerada čvrstih mineralnih sirovina fizikalnim, fizikalno-kemijskim ili kemijskim postupcima radi odvajanja korisnih od nekorisnih sastojaka (minerala) s ciljem dobivanja prodajnih produkata. Naime, mineralne sirovine u Zemljinoj kori gotovo nikad se ne nalaze čiste, bez nekorisnih ili štetnih primjesa, tj. gotovo uvijek osim korisne sadrže i nekorisnu komponentu (minerale). Odvajanje se može postići jer se u svim mineralnim sirovinama razlikuju kemijske i/ili fizikalne značajke komponenata od kojih se sirovina sastoji.
Oplemenjivanje mineralnih sirovina svodi se na dvije temeljne operacije: 
- raščin (otvaranje, oslobađanje),
- razdvajanje (separiranje, sortiranje),

pri čemu najčešće obuhvaća obje operacije, i to navedenim redoslijedom. Raščin sirovine postiže se sitnjenjem, a razdvajanje različitim koncentracijskim postupcima.
U praksi se ove dvije temeljne operacije sistematiziraju u četiri glavne grupe: 
- sitnjenje (drobljenje i mljevenje),
- klasiranje (sijanje i klasiranje u fluidima),
- koncentracija (obogaćivanje, sortiranje, separiranje),
- odvodnjavanje (sedimentacija, filtracija, sušenje).

Finalni produkti oplemenjivanja zovu se koncentrat i jalovina. Koncentrat se sastoji uglavnom od korisne mineralne komponente, a pored nje sadrži i malo nekorisne, dok jalovina pored nekorisne sadrži i nešto korisne mineralne komponente. Uzrok tome leži u složenosti mineralnih sirovina s obzirom na kemijski sastav, granulometrijski sastav,  mineralno-petrografsku strukturu i fizikalne značajke, zbog kojih se ne može postići potpuno razdvajanje mineralnih komponenti. Da bi dobili finalni produkt, često nisu potrebna sva četiri postupka (npr. prodajni asortimani  ugljena često se dobivaju samo klasiranjem).

## Sitnjenje
Sitnjenje je značajna tehnološka operacija koja se prvenstveno koristi u rudarstvu, ali i u drugim industrijskim granama kao što su građevinarstvo, industrija cementa, zatim keramička industrija, farmaceutska i kemijska industrija i dr. Sitnjenje se provodi da bi se dobio potreban granulometrijski sastav, postigao raščin ili odgovarajući oblik mineralnih zrna. U praksi se sitnjenje provodi kroz dvije faze:
- drobljenje,
- mljevenje.

Dva osnovna mehanizma zbog kojih dolazi do sitnjenja su tlak i udar. Djelovanjem vanjske sile na mineralno zrno dolazi do deformacija u zrnu. Kada deformacije narastu toliko da dođe do kidanja veza u strukturi materije, dolazi i do sitnjenja mineralnog zrna. Pored ovih osnovnih, dodatni mehanizmi sitnjenja su gnječenje, cijepanje, trenje, kidanje i savijanje. Principi drobljenja i mljevenja su identični, a razlika je samo u veličini krajnjeg produkta. Kao granica se uzima veličina od nekoliko mm (najčešće 5 mm). 

#### Drobljenje
Drobljenje je prvi stupanj u sitnjenju mineralnih sirovina. Ovisno o veličini izlaznog materijala razlikujemo:
- primarno drobljenje (do 100 ili 80 mm),
- sekundarno drobljenje (od 80 do 30 mm),
- tercijalno drobljenje (od 30 do 5 mm).

Drobljenje se provodi u različitim tipovima  drobilica koje su svrstane u različite grupe s obzirom na njihovu konstrukciju, tj. način rada (čeljusne drobilice, udarne drobilice, vertikalne udarne drobilice, udarno-čeljusne drobilice, kružne drobilice, Symons drobilice, drobilice s valjcima, čekićare, itd.). U pojedinoj drobilici najčešće dolazi do izražaja više načina drobljenja, pri čemu prevladava jedan, dok su ostali podređeni. S obzirom na veličinu proizvoda koje daju, drobilice se dijele na:
- primarne drobilice - daju proizvod veličine od 100 (120) do 20 (30) mm
- sekundarne drobilice - daju proizvod od 20 (30) mm do gornje granice mljevenja tj. nekoliko mm.

#### Mljevenje
Mljevenje je drugi (i posljednji) stupanj u procesu sitnjenja mineralnih sirovina. Obično slijedi nakon drobljenja u cilju poboljšanja ili promjene nekih fizikalnih značajki materijala (npr.  cementa), postizanja potrebnog raščina između pojedinih zrna (npr. razdvajanje sraslih minerala), te promjene kemijskih značajki materijala (npr. mehaničko-kemijsko aktiviranje u procesu luženja). Mljevenje se provodi se u različitim vrstama mlinova koji se svrstavaju prema svojim značajkama (bubnjasti mlinovi s kuglama ili štapovima, autogeni mlinovi, vibracijski mlinovi, mlinovi s kotrljajućim elementima, koloidni mlinovi, itd.), a mogu raditi suho ili mokro (bez ili uz dodatak vode). Veličina proizvoda u mljevenju može se kretati u intervalu od 25 do 0,005 mm.

## Klasiranje
Klasiranje je postupak razdvajanja zrnatog kolektiva na klase, pri čemu se pod klasom podrazumijeva grupa zrna približno jednakih dimanzija. Klasiranje se provodi na dva načina:
- sijanjem,
- klasiranjem u fluidima (u zračnoj ili vodenoj struji).

U praksi se klasiranje za zrna veća od 1 mm provodi sijanjem, dok se za zrna manja od 4 mm može koristiti razdvajanje prema sutaložnosti u  klasifikatorima.

#### Sijanje
Sijanje je postupak diobe zrnatih materijala na klase koji se izvodi na  sitima suho ili mokro. Sita se sastoje od prosjevne površine (jedna ili više njih) i uređaja za pogon. Prosjevne površine mogu biti izrađene od različitih materijala (plastika, guma, čelik) i na različite načine (pletena žica, ploče perforiranog lima, čelične šipke, rotirajući elementi), a otvori mogu biti različitog oblika (kružni, kvadratni i dr.). Sita se prema značajkama mogu svrstati u tri skupine:
- pokretna (vibracijske rešetke, vibracijska sita, rezonantna sita, flip-flop sita),
- nepokretna (fiksne rešetke, lučna sita),
- specijalna.

Sita daju dva proizvoda: 
- odsjev (ne prolazi kroz prosjevnu površinu),
- prosjev (prolazi kroz prosjevnu površinu).

#### Klasiranje u fluidima
Klasiranje u fluidima temelji se na sutaložnosti, pri čemu čestice različite veličine padaju u fluidu (najčešće voda ili zrak) različitim brzinama. Brzina padanja ovisit će o obliku čestice, njezinoj veličini i gustoći, te otporu medija koji se suprotstavlja padanju. Brzina padanja povećava se sve dok se ne postigne ravnoteža između sile gravitacije koja uzrokuje padanje čestice i sile otpora taloženju (sila trenja). Od tog trenutka čestica pada konstantnom brzinom koja se naziva „konačna brzina padanja“. Za čestice manje od 50 µm konačna brzina padanja definirana je Stokesovim zakonom (pri niskim Reynoldsovim brojevima), a čestice veće od 0,5 mm su u Newtonovom području. Klasiranje u fluidima provodi se u različitim vrstama  klasifikatora (klasifikatori s vodenom strujom, mehanički klasifikatori, aerocikloni i hidrocikloni, pneumatski klasifikatori), koji također daju dva proizvoda:
- preljev (sitni proizvod),
- otok (krupni proizvod).

## Koncentracija
Koncentracija se provodi kako bi se dvije ili više mineralnih komponenti iz jedne mineralne sirovine razdvojilo u zasebne proizvode. Da bi se to postiglo, koriste se razlike u značajkama pojedinih mineralnih komponenti. Razdvajanje se postiže kada određeno polje sile svojim selektivnim djelovanjem (zbog različitih značajki komponenti) izdvoji jednu od mineralnih komponenti. Koncentracijske metode razvrstavaju se s obzirom na značajke minerala i polje sila koje se koristi da bi se razdvajanje postiglo.

#### Gravitacijska koncentracija
Kod gravitacijske koncentracije do razdvajanja dolazi zbog razlike u gustoći pojedinih mineralnih komponenata u gravitacijskom polju sila. Uređaji koji se najčešće koriste u gravitacijskoj koncentraciji su plakalice, koncentracijski stolovi i žljebovi. Ako se postupak separiranja ne provodi u zraku ili vodi, već u suspenziji tada govorimo o PT (pliva-tone) koncentraciji (separacija u teškom mediju, separacija u teškoj sredini), a uređaji koji se pri tome koriste su različiti PT separatori.

#### Magnetska koncentracija
Kod magnetske koncentracije do razdvajanja dolazi zbog razlike u magnetičnim značajkama (susceptibilnosti i permeabilnosti) mineralnih komponenti u magnetskom polju sila. Uređaji koji se pri tome koriste su različiti tipovi visoko i niskointenzivnih  magnetskih separatora koji mogu raditi suho ili mokro (kao medij se koristi zrak ili voda).

#### Elektrostatička koncentracija
U elektrostatičkoj koncentraciji do razdvajanja dolazi zbog razlike u električnoj vodljivosti i/ili dilekektričnosti između komponenata sirovine tj. razlike u kretanju električki nabijenih čestica u električnom polju sila, pri čemu naboj na čestici miruje. Uređaji koji se pri tome koriste su elektrostatički separatori s valjkom i korona separatori.

#### Flotacija
U flotaciji do razdvajanja dolazi pomoću zračnih mjehura u vodi zbog razlike u površinskim značajkama (močivosti, kvašljivosti) mineralnih komponenti. Čestice hidrofobne komponente prihvatit će se za zračne mjehure i s njima isplivati na površinu pulpe formirajući pjenu (koncentrat), a čestice hidrofilne komponente neće, te odlaze u otok (jalovina) flotacijske ćelije. Značajke hidrofilnosti i hidrofobnosti najčešće nisu dovoljno izražene, pa se u pulpu dodaju flotacijski reagenti koji te značajke pojačavaju. Flotacijski reagenti svrstavaju se u tri skupine:
- kolektori,
- regulatori (aktivatori i depresori),
- pjenušavci.

Uređaji koji se koriste u flotaciji su različiti tipovi mehaničkih i pneumatskih flotacijskih ćelija.

#### Sortiranje
Sortiranje je najstariji koncentracijski postupak u kojem se procjenjuju pojedinačni komadi sirovine i odbacuju oni koji nisu pogodni za daljnju upotrebu ili preradu. Sortiranje se može provoditi ručno na probirnim trakama (često se koristi pri recikliranju) ili pak elektroničko sortiranje, npr. na temelju optičkih značajki (boja) i sl.

## Povijesni razvoj oplemenjivanja mineralnih sirovina
Prvi oplemenjivač vjerojatno je bio čovjek koji je iz šljunka odabirao oblutke pogodne za upotrebu kao oruđe ili oružje. U bakrenom i brončanom dobu bio je poznat postupak za dobivanje bakra i kositra, zatim dobivanje zlata ispiranjem itd.

Početkom drugog oplemenjivačkog razdoblja smatra se 1556. godina kada je montanist Georgius Agricola napisao djelo De Re Metallica u kojem je dao temeljit prikaz rudarstva i uređaja za oplemenjivanje koji su se koristili do tada: stupe za sitnjenje, nepokretna sita, te plakalice, koncentracijski stolovi i žljebovi koji se koriste u gravitacijskoj koncentraciji.
Knjiga je sljedeća dva stoljeća služila kao glavni udžbenik tih tehničkih disciplina.
 
Treće i posljednje razdoblje započelo je pojavom parnog stroja koji je zamijenio ljudski i životinjski pogon, te na taj način omogućio konstruiranje robusnijih uređaja, prije svega drobilica, pokretnih sita koja su zamijenila nepokretna, mehaničkih klasifikatora itd.